# We Don't Have to Look Back Now
We Don't Have to Look Back Now è un singolo del gruppo post grunge statunitense Puddle of Mudd, il terzo tratto dall'album Famous. Entrato in buone posizioni in entrambe le classifiche rock della Billboard, ha raggiunto anche la posizione 32 nella classifica neozelandese Top 40 Singles.

## Video musicale
Il video è stato girato a Los Angeles e mostra il frontman del gruppo, Wes Scantlin, che canta normalmente mentre le scene procedono all'indietro. Nel video viene mostrata una coppia, ma c'è un'ulteriore ragazza interessata al ragazzo fidanzato. Nella conclusione, il ragazzo lascia la sua fidanzata per l'altra ragazza, che sembra più adatta a lui.